# Abbaye Sainte-Catherine-du-Mont de Rouen
Pour les articles homonymes, voir Sainte-Catherine.
Ne doit pas être confondu avec Abbaye Sainte-Catherine-du-Mont d'Annecy ou Monastère Sainte-Catherine du Sinaï.
L'abbaye Sainte-Catherine-du-Mont de Rouen, primitivement appelée monastère de la Sainte-Trinité du mont de Rouen, est un ancien monastère d'hommes bénédictin situé dans les environs de Rouen dans l'actuel département de la Seine-Maritime.
Fondée au XIe siècle sur le mont de Rouen (devenu mont Sainte-Catherine), elle fut entièrement détruite sur demande expresse d'Henri IV en janvier 1597, alors que ses bénéfices sont réunis à la chartreuse de Bourbon-lèz-Gaillon.
Le site fait l’objet d’une inscription au titre des monuments historiques depuis le 14 janvier 1993.
Deux autres édifices élevés sur la colline Sainte-Catherine durant la période médiévale sont le prieuré de Saint-Michel et le fort de Sainte-Catherine, qui ne doivent pas être confondus avec l'abbaye.

## Histoire
L'abbaye, dédiée à sainte Catherine d'Alexandrie, a été fondée en 1024 par un personnage éminent : Gosselin, vicomte de Rouen, seigneur d'Arques et de Dieppe,. Le premier abbé est venu de l'abbaye Saint-Ouen de Rouen.
L'abbaye compte parmi ses bienfaiteurs les plus illustres familles normandes : Robert, duc de Normandie, et Guillaume le Conquérant, son fils ; Robert, comte d'Eu, Raoul de Varenne, les seigneurs de Tancarville (comte de Tancarville), de Cailly et d'Esneval, enfin Enguerrand de Marigny qui, en 1312, fit un escalier de pierre pour monter de Rouen à l'abbaye, laquelle était alors fortifiée comme une citadelle. Dominant la ville, cette importante abbaye bénédictine occupe une position militaire stratégique, disputée à chaque conflit.
Le florissant monastère fonde bientôt lui-même plusieurs abbayes : celle de Saint-Pierre-sur-Dives, en 1043 ; celle du Tréport, en 1030 ; celle de Cormeilles, en 1053.
En 1045, son fondateur Gosselin, vicomte d'Arques, y devient moine. Gautier Ier commence la construction d’une nouvelle église par le porche. En 1118, Hugues de Gournay et Étienne d'Aumale, retranchés dans l’abbaye, y construisent un château, pour faire face aux partisans de Guillaume Cliton.
En 1130, le corps du fondateur Gosselin est transféré dans la nouvelle église, devant le grand autel. En 1179, le corps de l'évêque Bonitus est translaté dans l'église du Mont, effectué par l'archevêque de Rouen Rotrou.
Le roi de France Louis le Hutin y vient en pèlerinage en 1314. La reine Marie, femme de Philippe le Hardi, y est déjà venue pour le même motif, le 2 octobre 1276. Il est également visité en 1369, 1370 et 1377, par le roi Charles V, qui veut en être le bienfaiteur.
Dépendances
- La liste des bénéfices de l'abbaye Sainte-Catherine donnés par dom Pommeraie témoigne qu'elle est richement dotée. Ces bénéfices comprennent six prieurés (parmi lesquels se trouvent celui de Sainte-Austreberthe de Pavilly et celui de Saint-Nicolas à Caudebec) ; vingt-cinq cures (parmi lesquelles Bois-Guillaume, Montville, Saint-Jacques et Saint-Rémy de Dieppe et Neufchâtel) du diocèse de Rouen) ; deux prieurés dans le diocèse d'Évreux ; deux cures dans celui de Lisieux et un prieuré dans celui de Beauvais.
- Le prieuré de Saint-Aubin des Fresnes, fondation du XIe siècle (territoire contemporain d'Amfreville-la-Campagne).
- L'église, le moulin et des bois de la paroisse d'Anceaumeville octroyés en 1030 par Robert le Magnifique[9],[10],[11].

## Liste des abbés
Source 
1. Isembert[note 2]. Il a pour élève Nicolas, futur abbé de Saint-Ouen.
2. Raynier (1054-1078)
3. Gautier Ier[note 3] (1078-1120), moine chantre à Saint-Wandrille ou moine de la Trinité-du-Mont.
4. Helyès (1120-1139)[note 4], moine de la Trinité, il en est le prieur avant son abbatiat. Aymard (moine en 1043), premier abbé de Saint-Pierre-sur-Dives
5. Gautier II (1139-1163), moine de la Trinité.
6. Hugues
7. Drogo
8. Guillaume d'Espreville
9. Roger (1196-1204)
10. Remy
11. c. 1212 : Raoul
12. Adam le Reclus
13. Robert
14. Richard

- Guillaume de Nesle, moine du Bec, prieur d'Envermeu.
- Jean de Souvelle (c. 1250)
- 1460 : régime de la commende
- Jean du Mesnil (vicaire général du cardinal Guillaume d'Estouteville)
- Henri d'Escoubleau de Sourdis c. 1597 (abbé commendataire)
- Charles Ier, archevêque de Rouen
- Charles II, archevêque de Rouen